# Sidney Cotton
Frederick Sidney Cotton (✰ Goorganga, 17 de junho de 1894; ✝ Londres, 13 de fevereiro de 1969) foi um inventor, fotógrafo, e pioneiro da aviação australiano, responsável pelo desenvolvimento e divulgação de um processo de filmes coloridos. Ele foi um dos principais responsáveis pelo desenvolvimento do reconhecimento fotográfico antes e durante a Segunda Guerra Mundial.